# Джордж Кемселл
Джордж Генрі Кемселл (англ. George Henry Camsell, 27 листопада 1902 — 7 березня 1966) — англійський футбольний гравець, який забив 325 м'ячів у 419 матчах за «Мідлсбро», і 18 голів у 9 матчах за збірну Англії. Його 59 голів за один сезон (1926-27) у «Мідлсбро» стали рекордними для футбольної ліги на той час, і були перевершені лише одного разу Діксі Діном з «Евертона» у сезоні 1927-28. Він також має найкраще співвідношення ігор і голів за збірну Англії серед тих, хто зіграв більш ніж одну гру.

## Кар'єра

### Клубна кар'єра
Народився в місті Дарем в 1902 році, працював шахтарем і грав за «Дарем Сіті».  виступрами за який привернув увагу «Мідлсбро», забивши 21 гол у 20 матчах в сезоні і перейшов у «Мідлсбро» 6 жовтня 1925 року за £500. Його дебют у новій команді відбувся у грі проти «Ноттінгем Форест» 31 жовтня 1925 року. Між 1925 і 1939 роками Кемселл забив 345 голи у 453 іграх за «Мідлсбро», у тому числі 325 голів у чемпіонаті (п'ятий найвищий англійський результат за весь час).
Забивши за «Мідлсбро» 59 голів в 37 матчах чемпіонату і  63 голи у всіх турнірах стали рекордом на той момент. Але рекор був побитий вже наступного року, коли Діксі Дін забив 60 голів у лізі і 100 загалом всього рік потому..
Він зіграв свою останню гру у чемпіонаті за «Мідлсбро» проти «Лестер Сіті» 10 квітня 1939 року і Кемселл забив перший гол у грі.

### Міжнародна кар'єра
Кемселл також провів дев'ять матчів за  збірну Англії, забивши 18 м'ячів. Це найкраще співвідношення ігор і голів за збірну Англії серед тих, хто зіграв більш ніж одну гру. При цьому він забив у кожному матчі за збірну, в якому він грав; його дев'ять поспіль гольових матчів поступаються лише Стіву Блумеру.

## Тренерську кар'єру
Під час Другої Світової Війни Кемселл працював на місцевих заводах. після війни він працював у «Мідлсбро» на функціонерських посадах, спочатку скаутом, де він помітив молодого Бряана Клафа. потім він став тренером і в підсумку помічником секретаря клубу.

## Смерть і спадщина
Кемселл вийшов у відставку в 1963 році і помер в 1966 році, у віці 63 років незадовго до Кубку світу. В 2015 році почалися розмови про встановлення пам'ятника Кемселла біля стадіону «Міддлсбро» поряд з пам'ятниками Джорджа Гардвіка і Вілфа Менніона. Клубний прес-секретар сказав, що «як клуб, ми шануємо і поважаємо наших колишніх героїв і Джордж Кемселл, безумовно, є одним з них».